# Hans Eidenbenz
Hans Eidenbenz (* 30. Januar 1900 in Bad Ragaz; † 29. August 1987) war ein Schweizer Skisportler, der im Skispringen, der Nordischen Kombination und im Skilanglauf aktiv war.
Eidenbenz wurde 1921 Schweizer Skimeister. Zweimal nahm er an Olympischen Winterspielen teil: 1924 in Chamonix startete er im 18-km-Langlauf (Platz 25), in der Nordischen Kombination (Platz 15) und im Spezialsprunglauf (Platz 23). Vier Jahre später bei den Olympischen Winterspielen in St. Moritz leistete er im Namen aller Athleten den olympischen Eid. Er trat diesmal nur in der Nordischen Kombination an und beendete diese auf Platz 19.